# باول ايمبلن
باول ايمبلن (بالإنجليزية: Paul Emblen)‏ هو لاعب كرة قدم بريطاني في مركز الوسط، ولد في 3 أبريل 1976 في بروملي ‏ في المملكة المتحدة. لعب مع برايتون أند هوف ألبيون وتشارلتون أثلتيك وتونبريدج أنغلز وويكمب وندررز.

## وصلات خارجية
- باول ايمبلن على موقع قاعدة بيانات كرة القدم.إي يو (الإنجليزية)
- باول ايمبلن على موقع Soccerbase.com (لاعب) (الإنجليزية)